# Adil Gəray
Adil Gəray Heybətqulu oğlu Məmmədbəyli (russisch Адиль Герай Эйбаткули оглы Мамедбейли; * 13. Mai 1919 in Baku; † 13. Dezember 1973 in Baku, Aserbaidschanische SSR, Sowjetunion) war ein aserbaidschanischer Komponist, Tarspieler, Musikpädagoge und Dirigent.

## Leben
Adil Gərays Vater, Heybətqulu Məmmədbəyli, war Mitglied des Parlaments und Minister der Demokratischen Republik Aserbaidschan. Seine Familie wurde bis in die 1930er Jahre unterdrückt und Heybətqulu Məmmədbəyli schließlich erschossen. Ab 1936 studierte er am Azərbaycan Dövlət Musiqi Texnikumun [Staatliches Musiktechnikum Aserbaidschans] in Baku. 1940 absolvierte er das Technikum. Adil Gəray gehörte der Unterrichtsklasse für das Saiteninstrument Tar an. Während des Studiums arbeitete er von 1935 bis 1937 bei den Filmstudios Azerkino. Ab 1937 war er Korrepetitor in der Gesangsklasse Hüseynqulu Sarabskis (1879–1945). Səid Rüstəmov veranlasste, dass er ab 1938 Konzertmeister des Azərbaycan Xalq Çalğı Alətləri Orkestri [Staatlichen Volksinstrumenteorchesters Aserbaidschans] wurde. Hier trat er sowohl solistisch auf, begleitete aber auch andere Sänger und Instrumentalisten auf der Tar. Die rege Konzerttätigkeit dieser Zeit prägte sicherlich sein Musikverständnis und seinen Stil. Später leitete er den Klangkörper als Dirigent. Von 1940 bis 1948 studierte er am Azərbaycan Dövlət Konservatoriyasının [Staatliches Konservatorium Aserbaidschans] in der Klasse für Volksmusik. Er studierte Komposition bei Uzelyi Hacibeyov. Bei Əhməd Bakıxanov (1892–1973) erlernte er die Grundlagen des Mugham. Ab 1940 begann er mit dem Komponieren.  Er selbst unterrichtete ab 1940 Tar an der Azərbaycan Dövlət Musiq Məktəbində [Staatlichen Musikschule Aserbaidschans]. 1944 wurde sein Stück Cəngi für Volksinstrumenteorchester in Tiflis anlässlich der Transkaukasischen Musikwoche unter der Leitung von Səid Rüstəmov aufgeführt. Dies machte ihn über die Grenzen der Aserbaidschanischen SSR hinaus bekannt. Weitere Kompositionen dieser Zeit waren Yallı, die Suite “Sovet Azərbaycanı” [Sowjetisches Aserbaidschan] und die Lieder Vətən nəğməsi, Gözəl yar, Boyun qurbanı, Alagöz, İnsaf eylə, Yar gəldi und Laylay. Adil Gəray erhielt 1959 den Ehrentitel Verdienter Künstler der Aserbaidschanischen SSR verliehen. Von 1959 bis 1972 unterrichtete er Tar und pädagogische Fächer am Staatlichen Konservatorium Aserbaidschans. Er hat viele bedeutende aserbaidschanischer Musiker wie Sänger und Tarspieler ausgebildet. Zu seinen Schülern zählten Arif Məlikov, Nəriman Məmmədov (1928–2015), Dadaş Dadaşov, Adil Bəbirov, Qulu Əsgərov (1928–1987), Ramiz Quliyev, Həbib Bayramov (1926–1994), Sərvər İbrahimov (1930–2002), Ceyran Haşımova (* 1934), Fikrət Verdiyev (* 1947), Sidqi Mustafayev, Orxan Orxanbəyli, Kamil Vəzirov (1949–2018) und andere. Eine Zeit lang arbeitete er an einem Forschungszentrum für pädagogische Wissenschaften und hat eine Liedersammlung für Grundschulen herausgegeben. Er hat in der Arbeitsgruppe für Methodik im Kunst- und Musikunterricht des Kultusministeriums mitgearbeitet. 

## Werke (Auswahl)
1957 schrieb er Bağçakürd für Tar und Orchester, Uzelyi Hacibeyov gewidmet. Seine Etüden für Tar haben einen hohen Stellenwert in der Ausbildung an diesem Instrument. Hierzu schrieb auch Uzelyi Hacibeyov das Vorwort. Die Etüden basieren auf sieben Mughamen und wurden zum 800. Geburtstag des persischen Dichters Nezāmi veröffentlicht. Für den Tarunterricht transkribierte er neben den traditionellen Stücken der aserbaidschanischen Volksmusik klassische europäische und russische Stücke, um die Schüler auch mit dieser Musik vertraut zu machen. Daneben schrieb er diverse Lieder und Mughame.